# Gregorio Ramírez
Gregorio Ramírez Pérez (Madrid, 1906) fue un militar y obrero español que participó en la guerra civil española y en la Segunda Guerra Mundial.

## Biografía
Nació en Madrid en 1906. Mecánico de profesión, desde 1936 militó en el Partido Comunista de España (PCE). Tras el estallido de la guerra civil española, se unió a las fuerzas republicanas, integrándose posteriormente en el Ejército Popular de la República. En agosto de 1938 asumió el mando de la 9.ª Brigada Mixta, tomando parte en la batalla del Ebro. 
Al término de la contienda se exilió en la Unión Soviética. Allí contrajo matrimonio con Jesusa Piñeiro, una guipuzcoana que también se había exiliado en la URSS. Durante la Segunda Guerra Mundial, Ramírez fue voluntario del Ejército Rojo. 
En 1957, el matrimonio regresaría a España.